# La última onda
The Latest Buzz (en España Noticias frescas y en Latinoamérica La última onda) es un sitcom canadiense, producido por Decode Entertainment y transmitido originalmente en Family Channel. Esta es la primera producción original multi-cámara de Family Channel. Como parte de las vacaciones de primavera hasta las celebraciones, el elenco Últimas Buzz y la Familia y Cineplex Entertainment organizó una fiesta de lanzamiento para el espectáculo. Del 13 de marzo hasta el 2 de abril, el elenco de La última onda visitó Ottawa, Queensway, Oakville, Vancouver, Edmonton y Winnipeg en los cines Cineplex. Entrevistas con el elenco de la última onda han aparecido con frecuencia en Disney Channel (EUA) y Family (Canadá), en Latinoamérica fue emitida por Boomerang Latinoamérica y en España por Nickelodeon.
En esta serie, una revista juvenil que lucha, Teen Buzz, reemplaza a su personal con los adolescentes actuales. En lugar de estar en clases, cinco jóvenes escritores toman su último período de la jornada en la oficina de la revista, el aprendizaje sobre el mundo de ritmo rápido de la publicación.